# Bourouis
Bourouis (àrab: بورويس, Bū-Rwīs) o Sidi Bou Rouis ou Sidi Bourouis (àrab: سيدي بورويس, Sīdī Bū-Rwīs) és una ciutat de Tunísia a la governació de Siliana, situada uns 21 km al nord-oest de la ciutat de Siliana. La ciutat té més de 10.000 habitants. És capçalera d'una delegació amb una població, segons el cens del 2004, de 17.850 habitants.

## Patrimoni
Propera a la ciutat, a uns 10 km, hi ha el jaciment arqueològic de Zama Minor o Jama, però es troba dins la delegació de Siliana Nord.

## Administració
És el centre de la delegació o mutamadiyya homònima, amb codi geogràfic 24 56 (ISO 3166-2:TN-12), dividida en sis sectors o imades:
- Bourouis Nord (24 56 51)
- Bourouis Sud (24 56 52)
- Ettricha (24 56 53)
- El Abbassi (24 56 54)
- Aïn Achour (24 56 55)
- El Krib Gare (24 56 56)

Al mateix temps, forma una municipalitat o baladiyya (codi geogràfic 24 15).